# Tfaya
Le tfaya ou t'faya est une préparation culinaire marocaine réalisée principalement à base d'oignons et de raisins secs noirs auxquels s'ajoutent d'autres ingrédients (le miel ou récemment le sucre, et la cannelle moulue).

## Présentation

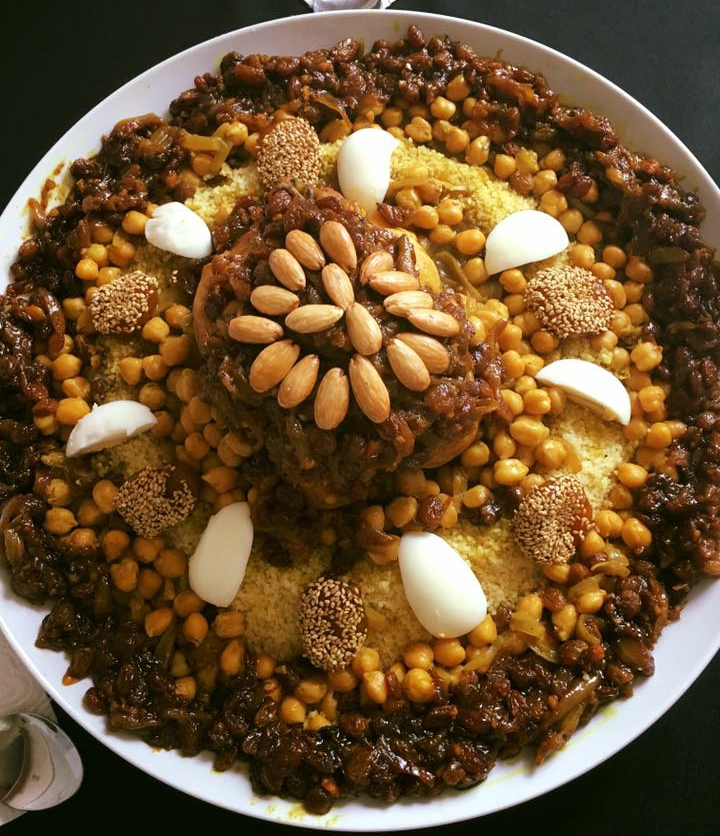
Couscous marocain au tfaya et poulet rôti.

Le nom de t’faya est déjà attesté au Moyen Âge dans le Maghrib al-aqsa (Maroc) et dans al-Andalus ibérique. 
C'est une sorte de compote ou de confit d'oignon qui est utilisé dans la majorité des cas comme un accompagnement pour certains types de couscous, appelés saksu b’tfaya (couscous à la tfaya), mais également comme garniture pour quelques tajines dits tadjin b’tfaya (tajine au t’faya),.
Ces préparations aboutissent à un plat sucré-salé souvent confectionné au Maroc.

### Variante
Une variante de ce couscous se dit marduma mais aussi saksu madfun et consiste en un couscous enterré ou enfoui, fait à la semoule roulée ou non, avec du bouillon sans légumes, mais toujours avec de l’oignon, de la viande de mouton ou de volaille (poulet, pigeonneau…) ou des abats de poulet.